# Sireethorn Leearamwat
Sireethorn Leearamwat (tiếng Thái: สิรีธร ลีห์อร่ามวัฒน์, phiên âm: Xi-li-thon Li-a-lam-vát, sinh ngày 4 tháng 12 năm 1993) là một dược sĩ, diễn viên và hoa hậu người Thái Lan. Cô đại diện Thái Lan tại cuộc thi Hoa hậu Quốc tế 2019 và cô đã dành chiến thắng. Đây là lần đầu tiên đất nước Thái Lan giành được chiếc vương miện của Hoa hậu Quốc tế.

## Tiểu sử
Leearamwat sinh ra và lớn lên ở Băng Cốc, Thái Lan. Cô theo học ở Trường Đại học Madihol và nhận được bằng dược sĩ. Sau khi tốt nghiệp, cô trở thành dược sĩ ở quê nhà.

## Cuộc thi sắc đẹp
Leearamwat bắt đầu hành trình tham gia các cuộc thi sắc đẹp khi cô đăng ký tham gia Hoa hậu Thái Lan 2019. Sau khi nhận quyền đại diện cho thủ đô Băng Cốc, cô chính thức tham gia cuộc thi. Trong đêm chung kết, cô xuất sắc đăng quang ngôi vị cao nhất và được trao quyền đại diện Thái Lan tại cuộc thi Hoa hậu Quốc tế 2019.
Leearamwat bay đến Tokyo, Nhật Bản tham gia cuộc thi. Trong đêm chung kết, cô tiếp tục tỏa sáng khi vượt qua 82 thí sinh đến từ các quốc gia và vùng lãnh thổ khác để nhận vương miện từ Hoa hậu Quốc tế 2018 Mariem Velazco đến từ Venezuela. Với chiến thắng này, cô là đại diện đầu tiên đến từ Thái Lan giành chiến thắng tại Hoa hậu Quốc tế. Đây cũng là chiến thắng đầu tiên của xứ sở chùa vàng sau khi Porntip Nakhirunkanok đăng quang Hoa hậu Hoàn vũ 1988. Tổng cộng Thái Lan đã giành được 3 chiến thắng tại Tứ đại Hoa hậu.
Trong nhiệm kỳ của mình, Leearamwat đã đến Indonesia, các thành phố của Nhật Bản và quay về quê nhà của mình.
Do ảnh hưởng của đại dịch COVID-19, ấn bản cuộc thi Hoa hậu Quốc tế năm 2020 và 2021 đã bị hủy bỏ. Do đó, Leearamwat trở thành Hoa hậu có nhiệm kỳ dài nhất trong lịch sử cuộc thi (2 năm), vượt kỷ lục trước đó là Hoa hậu Quốc tế 1965 Ingrid Finger đến từ Tây Đức với nhiệm kỳ 1 năm 8 tháng.

## Phim tham gia

### Sitcom
| Năm  | Tựa            | Vai   | Đóng với          | Đài    |
| ---- | -------------- | ----- | ----------------- | ------ |
| 2021 | Rak Na Kor Rap | Pikul | Rachata Hampanont | One 31 |

### Phim truyền hình
| Năm  | Tựa                          | Vai                  | Đóng với               | Đài    |
| ---- | ---------------------------- | -------------------- | ---------------------- | ------ |
| 2021 | Wan Wassana Vận mệnh ảo danh | Mom Luang Petchavasi | Pathompong Reonchaidee | One 31 |